# Evenkis
Els evenkis o evenki (obsolet: tungús o tunguz, autònim: Эвэнки, evenki) són un poble nòmada del nord d'Àsia que parla una llengua, l'evenki, de la família de llengües manxú-tungús. A Rússia, els evenkis (rus, Эвенки, evenki; població 35.527, segons el cens rus del 2002), són reconeguts com un dels pobles indígenes del Nord de Rússia. A la Xina, els evenki (xinès simplificat: 鄂温克族; Pinyin: èwēnkè zú; població 30.505, cens del 2000) són un dels 56 grups ètnics oficialment reconeguts per la República Popular de la Xina.

## Solon
Els solon és el nom que reben a la Xina la població d'evenkis que viuen a l'extrem nord de la regió històrica de Manxúria, a la zona entre els rius Argun i Amur, a la vora del riu Nonni. Són bilingües: evenki i dagur. Són els descendents dels solang d'ètnia tungús, que ja vivien a la zona abans de Genguis Kan. Els solon es van sotmetre a Genguis Kan el 1202, després de la destrucció pel conqueridor del kanat dels seus veïns tàtars. En endavant van pagar-li tribut.

## Costums
Els nenets els anomenaven tia (Germà petit), però ells s'anomenaven boia, boie, donki o evenki, "poble", encara que els tàtars i iacuts els anomenaren tungus (de tinghiz). En general, eren ramaders de rens, cavalls i gossos, caçadors i pescadors. Alguns eren nòmades i duien els cabells recollits en una cua, es tatuaven la cara i les dones casades duien les trenes sobre el pit. Es dividien en grups territorials o clans amb noms particulars acabats en oron (ren), el seu animal tòtem.
Vestien el kunnu, una mena de pantaló, i duien paliima (ganivet d'os), una llança curta per a caçar. Els habitatges o arahan, també anomenats chum, eren tendes còniques fetes de pells, teles i escorça de bedoll; consten de tres pals units per la part superior que n'aguanten d'altres i que varien en nombre segons la mida, tenien la llar al centre i dormien en sacs al seu voltant.
La tribu era composta de diversos clans patrilineals i constitueix una unitat territorial i lingüística. Els clans són exogàmics i tenen esperits tutelars i llocs específics per a cerimònies i enterraments.

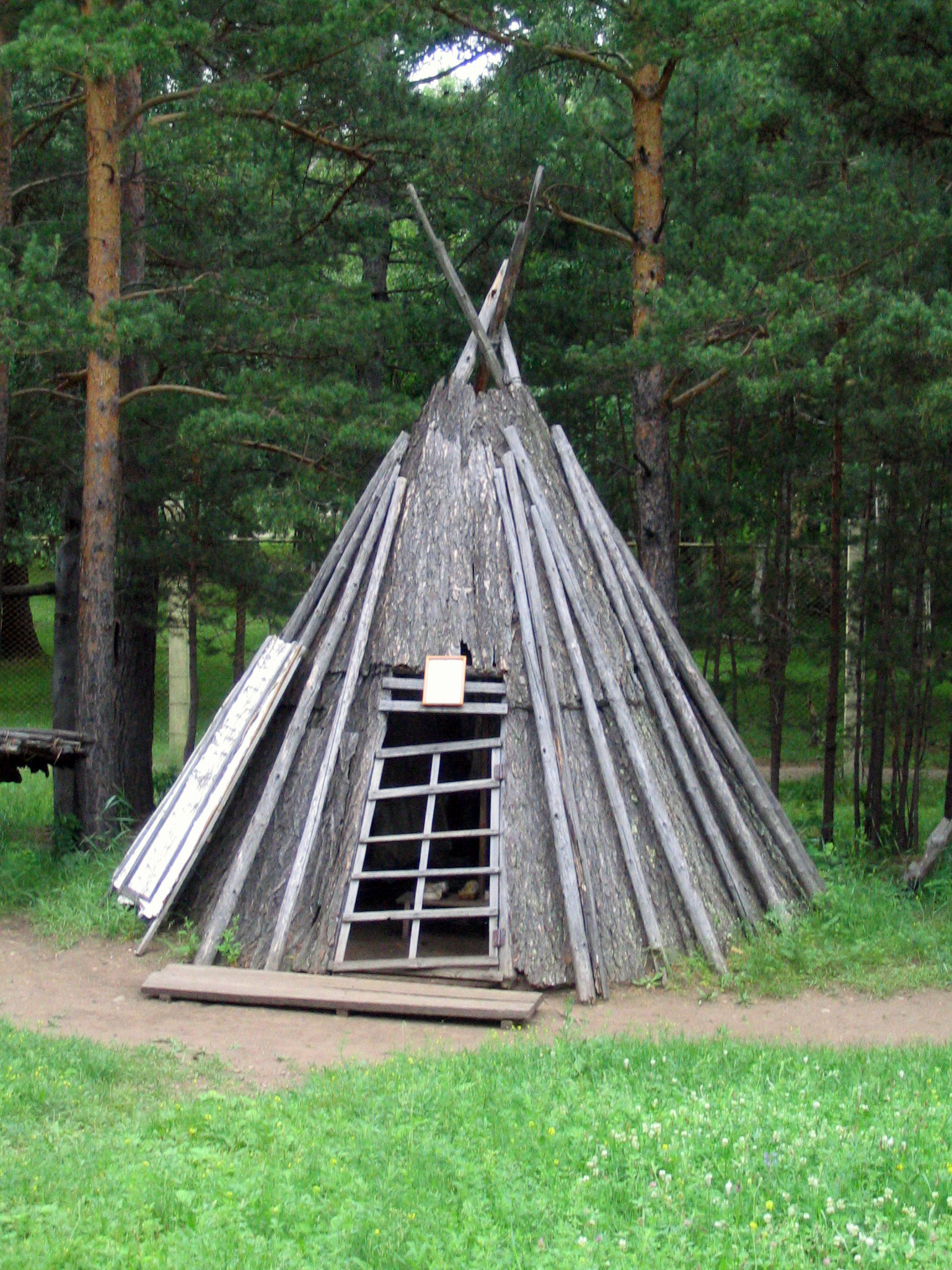
Cabana evenki al museu etnogràfic d'Ulan Udè, Rússia.

Menjaven carn de ramat i llet. La poligàmia només la practicaven els rics. La dona era comprada per 20 rens i havia de dur aixovar, però el parentiu no era obstacle per al matrimoni. Les dones eren esclaves del marit, i aquest podia prestar-la o llogar-la per diners o hospitalitat a minaires, cosacs i visitants. També podia pagar-les amb anys de treball o intercanviar les esposes.
La mort era considerada terrible. Posaven els cadàvers en una soiva (caixa de fusta) amb els objectes personals i els lligaven als arbres, o bé els tapaven amb pedres. No els enterraven perquè creien que dessota terra hi havia esperits dolents. Creien en Boa, déu suprem dels cels, amb el qual es comunicaven els xamans.

## Història

### Edat mitjana
Al segle xii s'anomenaven Tungús i vivien al nord dels kerait mongols, al curs inferior del Selega, els markit (märkit), que no se sap si eren turcs o mongols, i han estat identificats amb els moukri dels escriptors romans d'Orient del segle VI que al seu torn podrien ser els Mo-ho dels xinesos, és a dir als tungús de l'Amur dels segles vii i viii.
Per liquidar als kitan l'emperador xinès Houei-tsong (1101-1125) va decidir cridar a bàrbars més llunyans. Els Liao (la dinastia dels kitan) estaven prou adaptats a la cultura xinesa per ser uns veïns acceptables però no era el cas del poble que vivia més enllà, als boscos de l'Ussuri i nord-est de Manxúria, coneguts com els jurtxets que serien els antics Mo-ho, després fraccionats en jurchen i solang i altres, dels que els solon (abans solang, que vivien entre l'Amur i el riu Argun) i jurchen eren els principals al segle xii.
L'ambaixador xinès que els va visitar el 1124-1125 els descriu com a verdaders bàrbars amb la residència del kan rodejada de bestiar i en mig de les pastures, sense cap edifici, ni carrer, ni parets; els kan seia en un tron cobert de dotze pells de tigre, i es feien festes bàrbares amb beguda, música, dansa, pantomimes de caceres i de combats i dones fent jocs de llums amb els miralls. Just llavors els djürchät estaven sent organitzats per un cap enèrgic de nom A-kou-ta, del clan reial Wan-yen (1113-1123).
Després de l'aliança amb els xinesos, el 1114 es va revoltar contra el rei kitan i va llançar a la seva horda la conquesta del regne Liao, cosa que va fer en nou anys: Ning-kiang (al sud de la moderna Harbin a la riba d'un afluent del Sungari) el 1114, Liaoyang el 1116 (després d'aquesta ciutat tota Manxúria va passar als djürchät). Lin-huang (capital septentrional dels kitan, al nord del modern Jehol) el 1120; Ta-ting (capital central) i Ta-t'ong (al nord del Shanxi) el 1122. Pequín havia de passar a la Xina segons els termes del tractat entre l'Imperi i els djürchät, però els xinesos no van poder ocupar la ciutat i finalment foren els bàrbars els que ho van fer (1122) però la van entregar a la Xina el 1123. El rei djürchät, A-kou-ta va morir el 1123 i el va substituir el seu germà Wou-k'i-mai (1123-1135) que era molt ambiciós. El darrer rei kitan Ye-liu Yen hi es va refugiar a la zona de Kuku-khoto i va tractar de resistir a la comarca de Wou-tcheou (1124) però fou derrotat diverses vegades i finalment capturat el 1125.
El nou rei djürchät va modificar el nom de la dinastia a Allchun (en tungús) que vol dir dinastia daurada (Kin en xinès, transcripció actual Jin, nom amb què els xinesos anomenen el regne) i va intentar establir un estat regular organitzat a la manera xinesa.
La dinastia Jin va subsistir fins al 1234 quan fou enderrocada pels mongols contra els que lluitava des del 1211.
Fins al segle xiii, vivien a les muntanyes de Shan Alin, d'on foren expulsats pels mongols de Genguis Kan. Així, s'establiren a la zona actual i desplaçaren alhora els pobles paleosiberians que hi vivien. Fins al 1606, no tindrien contacte amb els russos, que els imposarien tribut.

### Edat moderna
El primer europeu que els va descriure fou el neerlandès Isaac Massa el 1612, en Descriptio ac delimitatio geographica detectionis Freti, i el 1695 contactaren amb Isbrant Ides. El 1720-1727, foren descrits per l'alemany Merschersmitt, i alguns acompanyaren els manxús en les seves campanyes per la Xina i el Turquestan. El 1750, uns 4.000, a Transbaikàlia, organitzaren un regiment cosac.
Durant el segle xix, els russos penetraren al seu territori i hi fundaren ciutats com Krasnoiarsk, Khabàrovsk i d'altres el 1858. El 1856, Matthias Castrén els va fer una gramàtica (Grundzüge einer tungusischen sprachlere nebst kurzem worterverzeichniss) i algun recull de la seva rica tradició oral. El 1897, foren organitzats com a petita noblesa hereditària local 371 cosacs evenkis.

### Edat contemporània
Durant dos segles, van patir els efectes de la colonització i la política de far west, primer tsarista i després soviètica, alcoholisme i degradació cultural. Per evitar-ho, el 1927 es va dur a terme una forta campanya de conscienciació política per reorganitzar-los sobre una base territorial, i les autoritats comunistes crearen, el 1930, el districte autònom dels evenki, però només comprenia el 20,3% dels evenki. El districte de Vitym-Olyokma, creat alhora, fou liquidat poc després. El 1920, eren el 28% cristians ortodoxos nominals, però encara practicaven el xamanisme. Posteriorment, patiren la col·lectivització i la russificació, que els ha dut a perdre la cultura pròpia.
La construcció proposada a l'inici del segle XXI de la presa hidroelèctrica del Tunguska Inferior a Sibèria amenaça d'inundar gran part dels territoris dels evenkis utilitzats com a pastures des de temps immemorial. La mesura ha estat qualificada de genocidi per les associacions oposades i els experts legals. Els evenkis han sabut atreure suport a la seva causa i han aconseguit aturar el projecte; el suport ha vingut dels grups ecologistes, dels defensors de les minories, i dels experts legals internacionals; un d'aquests, Dmitriy Verkhoturov, afirmà que la convenció de les Nacions Unides contra el genocidi del 1948 defineix com a tal totes les accions comeses amb intenció de destruir en tot o en part un grup nacional, ètnic o religiós, i que privar un poble de les condiciones necessàries per viure en el seu model cau dins aquest terme.